# Jörg Kuhbier
Jörg Kuhbier (* 21. Juli 1940 in Dessau) ist ein deutscher Jurist und Politiker (SPD). Von 1983 bis 1987 war er Senator für Wasserwirtschaft, Energie und Stadtentsorgung und bis 1991 Senator sowie Leiter der Umweltbehörde der Freien und Hansestadt Hamburg.

## Leben und Beruf
Nach dem Abitur nahm Kuhbier ein Studium der Rechtswissenschaften, Soziologie und Publizistik an den Universitäten in Hamburg und München auf, das er im Jahr 1966 mit ersten und 1969 mit dem zweiten juristischen Staatsexamen beendete. Anschließend trat er in den Verwaltungsdienst der Stadt Hamburg ein und war in verschiedenen Behörden tätig, u. a. als leitender Regierungsdirektor der Wirtschaftsbehörde, zuletzt als leitender Beamter in der Umweltbehörde. Seit 1981 übte er die Funktion eines Senatsdirektors aus.
Kuhbier arbeitete ab 1993 als selbstständiger Unternehmensberater, Rechtsanwalt und Mediator.
Kuhbier ist geschäftsführender Vorstandsvorsitzender der Stiftung Offshore-Windenergie, weswegen er von der taz als „Windlobbyist“ bezeichnet wurde. Ab 1983 gehörte er zwölf Jahre dem Aufsichtsrat der damaligen Hamburgische Electricitäts-Werke an, zuletzt – nach seiner Senatorentätigkeit – als einfaches Mitglied dieses Gremiums, war später u. a. stellvertretendes Aufsichtsratsmitglied der Energiekontor AG und ist aktuell Mitglied im Beirat u. a. von Co2online, der Gesellschaft für Maritime Technik und der Vattenfall-Europe-Umweltstiftung. (Stand 2014)

## Partei
Kuhbier ist seit 1966 Mitglied der SPD, war bereits 1969 Mitglied im Kreisvorstand Eimsbüttel über den Distrikt Hamburg-Harvestehude und wurde im Oktober 1982 zum Vorsitzenden des SPD-Kreisverbandes Eimsbüttel gewählt. In den Jahren 1994 bis 2000 war er Landesvorsitzender der Hamburger Sozialdemokraten.

## Öffentliche Ämter
Kuhbier amtierte vom 2. Februar 1983 bis zum 20. Januar 1987 als Senator für Wasserwirtschaft, Energie und Stadtentsorgung in dem vom Ersten Bürgermeister Klaus von Dohnanyi geführten Senat der Freien und Hansestadt Hamburg. Gemeinsam mit Eugen Wagner oblag ihm in dieser Funktion die Leitung der Baubehörde (→ Senat von Dohnanyi IV). Anschließend war er Senator für Umwelt sowie Leiter der Umweltbehörde in dem vom Ersten Bürgermeister Henning Voscherau geleiteten Senat (→ Senat Voscherau I).
Am 5. Juni 1991 – drei Tage nach der von der SPD mit absoluter Mehrheit gewonnenen Bürgerschaftswahl – machte Kuhbier publik, dass er dem künftigen Senat ab dem 26. Juni 1991 (→ Senat Voscherau II) aus grundsätzlichen und persönlichen Motiven nicht mehr angehören werde. Am 7. Juni 1991 weihte Kuhbier in Ochsenwerder Hamburgs erste kommerzielle Windkraftanlage ein.

## Aktuelle öffentliche Ämter
Im Jahr 2008 wurde Kuhbier zum Richter am Hamburgischen Verfassungsgericht gewählt, bereits zuvor war dort stellvertretendes Mitglied.

## Veröffentlichungen
- Wie "Die Lösung" zum Problem wurde – Das Spannungsfeld Kernenergie, in IG Metall Verwaltungsstelle Hamburg (Hrsg.): "Wartet nicht auf andere, packt jetzt selbst mit an", VSA:Verlag, Hamburg 1995,  S. 53–62, ISBN 3-87975-658-9.

## Privates
Kuhbier war mit der ehemaligen Bürgerschaftsabgeordneten Anke Kuhbier verheiratet und hat drei Kinder.